# 2014-es gyorsasági kajak-kenu világbajnokság
A 2014-es gyorsasági kajak-kenu világbajnokságot Oroszországban, Moszkvában rendezték 2014. augusztus 6. és 10. között. Összesen 29 versenyszámban avattak világbajnokot. Ez a negyvenegyedik kajak-kenu világbajnokság volt.
A magyar versenyzők 6 arany-, 5 ezüst- és 6 bronzérmet szereztek, ezzel az éremtáblázat élén végeztek.

## Összesített éremtáblázat
*   Rendező
  *   Magyarország
| Helyezés | Ország                  | Arany | Ezüst | Bronz | Összesen |
| -------- | ----------------------- | ----- | ----- | ----- | -------- |
| 1.       | Magyarország            | 6     | 5     | 6     | 17       |
| 2.       | Oroszország             | 4     | 2     | 2     | 8        |
| 3.       | Németország             | 2     | 5     | 1     | 8        |
| 4.       | Csehország              | 2     | 1     | 1     | 4        |
| 5.       | Új-Zéland               | 2     | 1     | 0     | 3        |
| 6.       | Dánia                   | 2     | 0     | 1     | 3        |
| 7.       | Kanada                  | 2     | 0     | 0     | 2        |
| 7.       | Szlovákia               | 2     | 0     | 0     | 2        |
| 9.       | Lengyelország           | 1     | 2     | 1     | 4        |
| 10.      | Szerbia                 | 1     | 1     | 3     | 5        |
| 11.      | Ausztrália              | 1     | 1     | 0     | 2        |
| 11.      | Románia                 | 1     | 1     | 0     | 2        |
| 11.      | Ukrajna                 | 1     | 1     | 0     | 2        |
| 14.      | Brazília                | 1     | 0     | 2     | 3        |
| 15.      | Nagy-Britannia          | 1     | 0     | 2     | 3        |
| 16.      | Fehéroroszország        | 0     | 4     | 4     | 8        |
| 17.      | Bulgária                | 0     | 2     | 0     | 2        |
| 18.      | Franciaország           | 0     | 1     | 2     | 3        |
| 19.      | Portugália              | 0     | 1     | 0     | 1        |
| 19.      | Svédország              | 0     | 1     | 0     | 1        |
| 21.      | Spanyolország           | 0     | 0     | 2     | 2        |
| 22.      | Kuba                    | 0     | 0     | 1     | 1        |
| 22.      | Litvánia                | 0     | 0     | 1     | 1        |
| 22.      | Dél-afrikai Köztársaság | 0     | 0     | 1     | 1        |
| Összesen | Összesen                | 29    | 29    | 30    | 88       |

## A magyar csapat
A 2014-es magyar vb-keret tagjai:
| Férfiak       | Férfiak                                                | Férfiak  |
| ------------- | ------------------------------------------------------ | -------- |
| K–1 200 m     | Dudás Miklós                                           | 18. (B9) |
| K–1 4 × 200 m | Dudás Miklós Hérics Dávid Nádas Bence Tótka Sándor     | arany    |
| K–2 200 m     | Molnár Péter Bán Kristóf                               | 9.       |
| K–1 500 m     | Dombvári Bence                                         | ezüst    |
| K–2 500 m     | Dombi Rudolf Boros Gergely                             | ezüst    |
| K–1 1000 m    | Dombvári Bence                                         | 17. (B8) |
| K–2 1000 m    | Hufnágel Tibor Kökény Roland                           | 5.       |
| K–4 1000 m    | Kammerer Zoltán Tóth Dávid Kulifai Tamás Pauman Dániel | bronz    |
| K–1 5000 m    | Csontos Csaba                                          | 8.       |
| C–1 200 m     | Nagy Péter                                             | 12. (B3) |
| C–1 4 × 200 m | Hajdu Jonatán Korisánszky Dávid Lantos Ádám Nagy Péter | bronz    |
| C–2 200 m     | Lantos Ádám Nagy Péter                                 | 5.       |
| C–1 500 m     | Khaut Kristóf                                          | 6.       |
| C–2 500 m     | Vasbányai Henrik Mike Róbert                           | 5.       |
| C–1 1000 m    | Vajda Attila                                           | bronz    |
| C–2 1000 m    | Vasbányai Henrik Mike Róbert                           | ezüst    |
| C–4 1000 m    | Kiss Tamás Vass András Varga Dávid Sarudi Pál          | bronz    |
| C–1 5000 m    | Vajda Attila                                           | ezüst    |

| Nők           | Nők                                                  | Nők   |
| ------------- | ---------------------------------------------------- | ----- |
| K–1 200 m     | Kozák Danuta                                         | 6.    |
| K–1 4 × 200 m | Kozák Danuta Kárász Anna Lucz Dóra Tóth Dzsenifer    | 4.    |
| K–2 200 m     | Kárász Anna Vad Ninetta                              | arany |
| K–1 500 m     | Kozák Danuta                                         | arany |
| K–2 500 m     | Szabó Gabriella Csipes Tamara                        | arany |
| K–4 500 m     | Szabó Gabriella Kozák Danuta Kárász Anna Vad Ninetta | arany |
| K–1 1000 m    | Csipes Tamara                                        | ezüst |
| K–2 1000 m    | Medveczky Erika Sarudi Alíz                          | bronz |
| K–1 5000 m    | Csay Renáta                                          | bronz |
| C–1 200 m     | Lakatos Zsanett                                      | 6.    |
| C–2 500 m     | Lakatos Zsanett Takács Kincső                        | arany |

## Eredmények
A feltüntetett időpontok helyi idő szerint értendőek.

### Férfiak

#### Kajak
| Versenyszám                                      | Arany                                                                   | Arany     | Ezüst                                                                              | Ezüst     | Bronz                                                                            | Bronz     |
| ------------------------------------------------ | ----------------------------------------------------------------------- | --------- | ---------------------------------------------------------------------------------- | --------- | -------------------------------------------------------------------------------- | --------- |
| K–1, 200 m Döntő: augusztus 10., 11:38           | Mark De Jonge · Kanada                                                  | 33,961    | Petter Menning · Svédország                                                        | 34,088    | Ed Mckeever · Nagy-Britannia                                                     | 34,270    |
| K–1, 200 m Döntő: augusztus 10., 11:38           | Mark De Jonge · Kanada                                                  | 33,961    | Petter Menning · Svédország                                                        | 34,088    | Saúl Craviotto Rivero · Spanyolország                                            | 34,270    |
| K–1, 500 m Döntő: augusztus 10., 10:08           | René Holten Poulsen · Dánia                                             | 1:39,190  | Dombvári Bence · Magyarország                                                      | 1:39,351  | Marcus Cooper Walz · Spanyolország                                               | 1:39,692  |
| K–1, 1000 m Döntő: augusztus 9., 11:23           | Josef Dostál · Csehország                                               | 3:25,092  | Miroszlav Kircsev · Bulgária                                                       | 3:26,409  | René Holten Poulsen · Dánia                                                      | 3:26,482  |
| K–1, 5000 m Döntő: augusztus 9., 17:30           | Ken Wallace · Ausztrália                                                | 20:12,981 | Max Hoff · Németország                                                             | 20:14,004 | Cyrille Carré · Franciaország                                                    | 20:14,562 |
| K–1, 4 × 200 m váltó Döntő: augusztus 10., 17:00 | Magyarország · Dudás Miklós · Hérics Dávid · Nádas Bence · Tótka Sándor | 2:24,193  | Franciaország · Maxime Beaumont · Étienne Hubert · Arnaud Hybois · Sébastien Jouve | 2:24,348  | Nagy-Britannia · Liam Heath · Ed Mckeever · Kristian Reeves · Jonathan Schofield | 2:24,972  |
| K–2, 200 m Döntő: augusztus 10., 12:05           | Szerbia · Nebojša Grujić · Marko Novaković                              | 30,500    | Németország · Ronald Rauhe · Tom Liebscher                                         | 30,606    | Franciaország · Sébastien Jouve · Maxime Beaumont                                | 30,884    |
| K–2, 500 m Döntő: augusztus 10., 10:34           | Szlovákia · Vlček Erik · Tarr György                                    | 1:28,187  | Magyarország · Dombi Rudolf · Boros Gergely                                        | 1:28,203  | Fehéroroszország · Raman Pjatrusenka · Vadzim Mahnyev                            | 1:29,292  |
| K–2, 1000 m Döntő: augusztus 9., 11:52           | Szlovákia · Vlček Erik · Tarr György                                    | 3:08,784  | Ausztrália · Ken Wallace · Lachlan Tame                                            | 3:09,637  | Szerbia · Marko Tomićević · Vladimir Torubarov                                   | 3:09,857  |
| K–4, 1000 m Döntő: augusztus 10., 11:15          | Csehország · Daniel Havel · Lukáš Trefil · Josef Dostál · Jan Štěrba    | 2:46,724  | Portugália · Fernando Pimenta · João Ribeiro · Emanuel Silva · David Fernandes     | 2:46,939  | Magyarország · Kammerer Zoltán · Tóth Dávid · Kulifai Tamás · Pauman Dániel      | 2:48,039  |

#### Kenu
| Versenyszám                                      | Arany                                                                                 | Arany     | Ezüst                                                                                                   | Ezüst     | Bronz                                                                       | Bronz     |
| ------------------------------------------------ | ------------------------------------------------------------------------------------- | --------- | --- | --------- | --------------------------------------------------------------------------- | --------- |
| C–1, 200 m Döntő: augusztus 10., 11:43           | Jurij Cseban · Ukrajna                                                                | 38,137    | Alekszej Korovaskov · Oroszország                                                                       | 38,143    | Jevgenij Shuklin · Litvánia                                                 | 38,423    |
| C–1, 500 m Döntő: augusztus 10., 10:13           | Isaquias Queiroz Dos Santos · Brazília                                                | 1:47,916  | Sebastian Brendel · Németország                                                                         | 1:49,433  | Martin Fuksa · Csehország                                                   | 1:49,726  |
| C–1, 1000 m Döntő: augusztus 9., 11:30           | Sebastian Brendel · Németország                                                       | 3:44,578  | Martin Fuksa · Csehország                                                                               | 3:48,180  | Vajda Attila · Magyarország                                                 | 3:49,296  |
| C–1, 5000 m Döntő: augusztus 9., 16:30           | Sebastian Brendel · Németország                                                       | 23:09,973 | Vajda Attila · Magyarország                                                                             | 23:11,057 | Pavel Petrov · Oroszország                                                  | 23:18,224 |
| C–1, 4 × 200 m váltó Döntő: augusztus 10., 17:10 | Oroszország · Alekszej Korovaskov · Andrej Kraitor · Nyikolaj Lipkin · Ivan Stil      | 2:43,602  | Ukrajna · Jurij Cseban · Vitalii Goljuk · Olekszandr Makszimcsuk · Vagyim Cipan                         | 2:48,629  | Magyarország · Hajdu Jonatán · Korisánszky Dávid · Lantos Ádám · Nagy Péter | 2:50,046  |
| C–2, 200 m Döntő: augusztus 10., 12:17           | Oroszország · Alekszej Korovaskov · Ivan Stil                                         | 35,350    | Németország · Robert Nuck · Stefan Holtz                                                                | 35,706    | Brazília · Erlon de Souza Silva · Isaquias Queiroz Dos santos               | 36,064    |
| C–2, 500 m Döntő: augusztus 9., 11:03            | Oroszország · Alekszej Korovaskov · Ivan Stil                                         | 1:35,829  | Románia · Alexandru Dumitrescu · Victor Mihalachi                                                       | 1:38,381  | Kuba · Rolexis Baez · Serguey Torres                                        | 1:39,385  |
| C–2, 1000 m Döntő: augusztus 10., 11:00          | Románia · Alexandru Dumitrescu · Victor Mihalachi                                     | 3:28,340  | Magyarország · Vasbányai Henrik · Mike Róbert                                                           | 3:28,690  | Németország · Yul Oeltze · Ronald Verch                                     | 3:30,442  |
| C–4, 1000 m Döntő: augusztus 9., 12:07           | Oroszország · Raszul Ismuhamedov · Viktor Melantyev · Ilja Pervuhin · Kirill Samsurin | 3:10,701  | Fehéroroszország · Dzjanyisz Garazsa · Dzmitrij Rabcsanka · Dzmitrij Vajciskin · Aljakszandr Vaucseckij | 3:13,420  | Magyarország · Kiss Tamás · Sarudi Pál · Varga Dávid · Vass András          | 3:13,498  |

### Nők

#### Kajak
| Versenyszám                                      | Arany                                                                                           | Arany     | Ezüst                                                                                          | Ezüst     | Bronz                                                                                          | Bronz     |
| ------------------------------------------------ | ----------------------------------------------------------------------------------------------- | --------- | ---------------------------------------------------------------------------------------------- | --------- | ---------------------------------------------------------------------------------------------- | --------- |
| K–1, 200 m Döntő: augusztus 10., 11:48           | Lisa Carrington · Új-Zéland                                                                     | 37,898    | Marta Walczykiewicz · Lengyelország                                                            | 38,814    | Nikolina Moldovan · Szerbia                                                                    | 39,416    |
| K–1, 500 m Döntő: augusztus 10., 10:03           | Kozák Danuta · Magyarország                                                                     | 1:49,283  | Lisa Carrington · Új-Zéland                                                                    | 1:49,790  | Bridgitte Hartley · Dél-afrikai Köztársaság                                                    | 1:50,496  |
| K–1, 1000 m Döntő: augusztus 9., 12:14           | Teneale Hatton · Új-Zéland                                                                      | 3:49,423  | Csipes Tamara · Magyarország                                                                   | 3:49,474  | Dalma Ružičić-Benedek · Szerbia                                                                | 3:49,780  |
| K–1, 5000 m Döntő: augusztus 9., 17:00           | Louisa Sawers · Nagy-Britannia                                                                  | 23:10,957 | Marina Pavtaran · Fehéroroszország                                                             | 23:15,158 | Csay Renáta · Magyarország                                                                     | 23:21,060 |
| K–1, 4 × 200 m váltó Döntő: augusztus 10., 17:20 | Lengyelország · Edyta Dzieniszewska · Karolina Naja · Marta Walczykiewicz · Ewelina Wojnarowska | 2:47,793  | Oroszország · Natalja Lobova · Anasztaszija Pancsenko · Natalja Podolszkaja · Jelena Tyerehova | 2:48,833  | Fehéroroszország · Marina Pavtaran · Volha Hudzenka · Marharita Ciskevics · Szofija Jurcsanka  | 2:49,762  |
| K–2, 200 m Döntő: augusztus 10., 12:29           | Magyarország · Kárász Anna · Vad Ninetta                                                        | 35,869    | Németország · Franziska Weber · Tina Dietze                                                    | 35,986    | Fehéroroszország · Marharita Ciskevics · Marina Litvincsuk                                     | 36,217    |
| K–2, 500 m Döntő: augusztus 10., 10:47           | Magyarország · Szabó Gabriella · Csipes Tamara                                                  | 1:39,935  | Szerbia · Nikolina Moldovan · Olivera Moldovan                                                 | 1:40,480  | Lengyelország · Karolina Naja · Beata Mikolajczyk                                              | 1:41,337  |
| K–2, 1000 m Döntő: augusztus 9., 11:45           | Dánia · Henriette Engel Hansen · Emma Jørgensen                                                 | 3:33,784  | Fehéroroszország · Aljakszandra Hrisina · Szofija Jurcsanka                                    | 3:35,818  | Magyarország · Medveczky Erika · Sarudi Alíz                                                   | 3:35,949  |
| K–4, 500 m Döntő: augusztus 9., 11:09            | Magyarország · Kárász Anna · Kozák Danuta · Szabó Gabriella · Vad Ninetta                       | 1:28,219  | Lengyelország · Edyta Dzieniszewska · Beata Mikołajczyk · Karolina Naja · Marta Walczykiewicz  | 1:28,942  | Fehéroroszország · Volha Hudzenka · Nadzeja Ljapeska · Marina Litvincsuk · Marharita Ciskevics | 1:29,585  |

#### Kenu
| Versenyszám                            | Arany                                          | Arany    | Ezüst                                                   | Ezüst    | Bronz                                                  | Bronz    |
| -------------------------------------- | ---------------------------------------------- | -------- | ------------------------------------------------------- | -------- | ------------------------------------------------------ | -------- |
| C–1, 200 m Döntő: augusztus 10., 12:00 | Laurence Vincent-Lapointe · Kanada             | 46,419   | Sztanilija Sztamenova · Bulgária                        | 46,977   | Valdenice Conceicao Do Nascimento · Brazília           | 47,099   |
| C–2, 500 m Döntő: augusztus 10., 9:25  | Magyarország · Lakatos Zsanett · Takács Kincső | 2:03,152 | Fehéroroszország · Darina Kasztszjucsenka · Kamila Bobr | 2:04,562 | Oroszország · Natalja Maraszanova · Oleszja Romaszenko | 2:06,719 |